# Aššur-nâṣir-apli II.

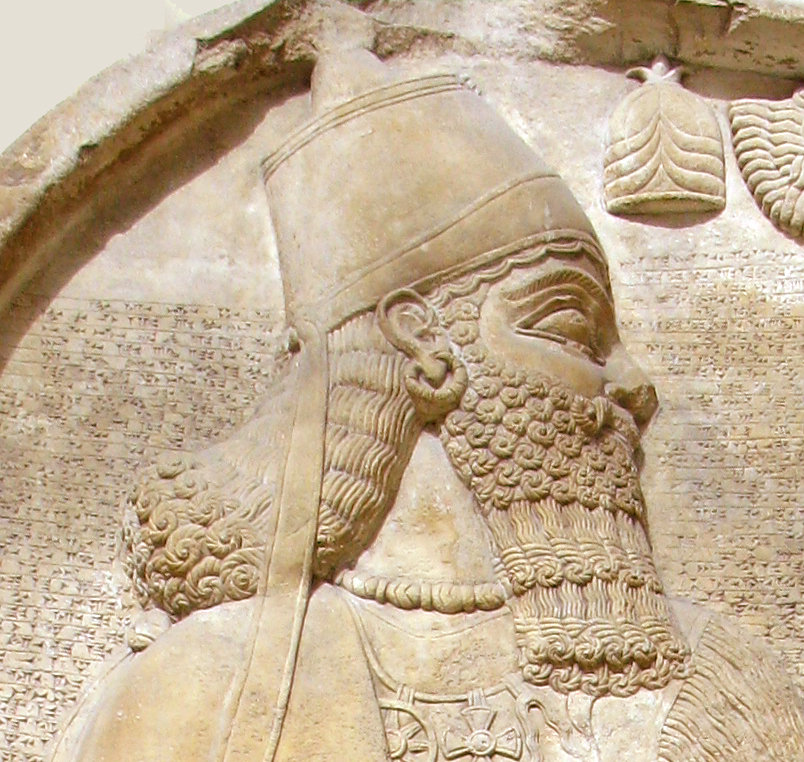
Aššur-nâṣir-apli auf einer Stele aus dem Britischen Museum in London.

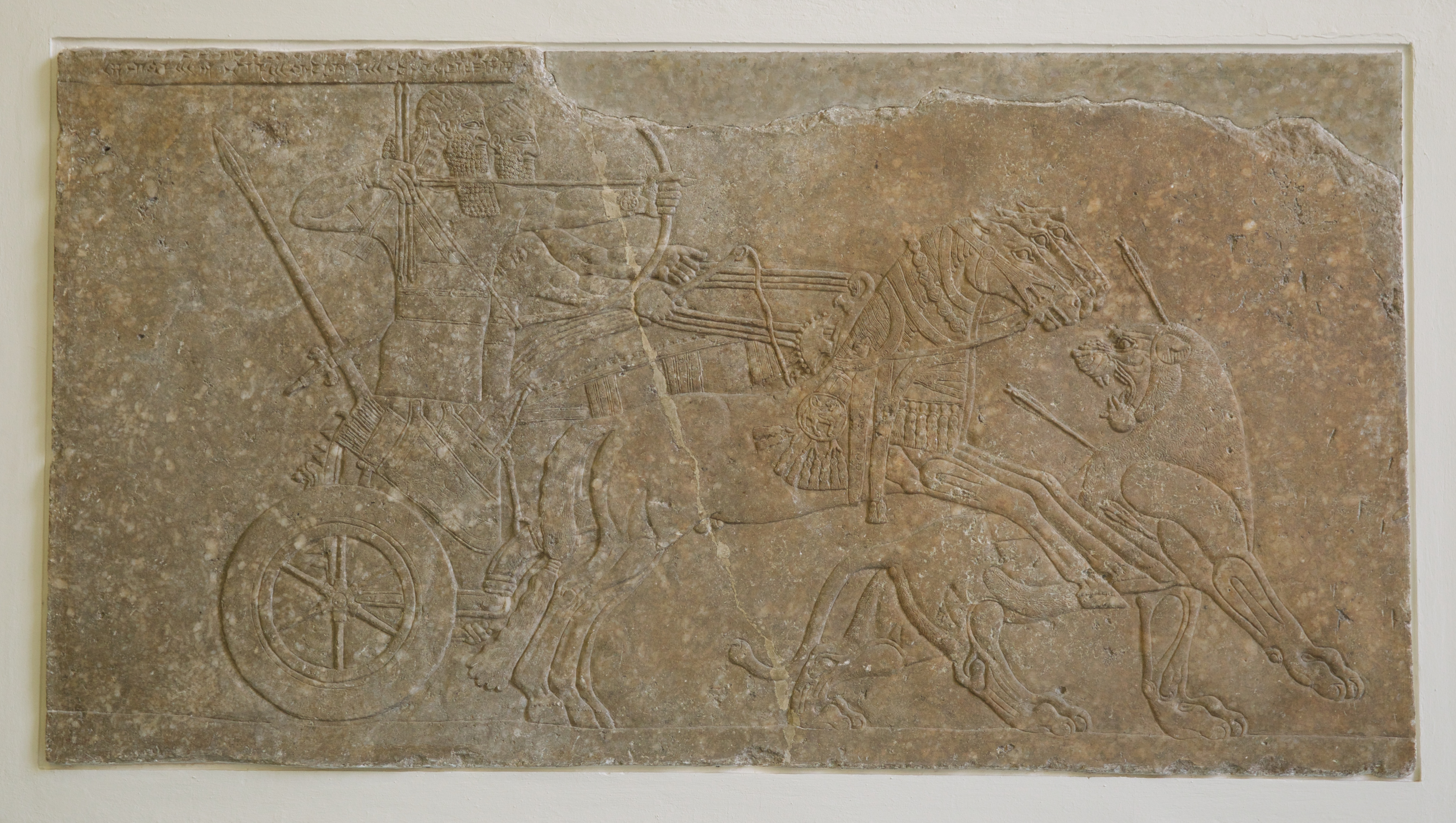
Aššur-nâṣir-apli II. auf Löwenjagd, Relief im Vorderasiatischen Museum Berlin im Pergamonmuseum.

Aššur-nâṣir-apli II. (auch Aschschur-nasir-apli, Assur-nasirpal) regierte als assyrischer König von 883 bis 859 v. Chr. Er war Sohn des Tukulti-Ninurta II.
Das Neuassyrische Reich gewann unter ihm wieder die Ausmaße der Zeit von Tukulti-apil-Ešarra I. Feldzüge führte Aššur-nâṣir-apli u. a. gegen Babylon und Urartu. In einem Feldzug gegen die Aramäer wurden 300 Talente Eisen als Kriegsbeute erwähnt, die den wirtschaftlichen Aufschwung der Aramäer deutlich machen.
Die Berichte seiner Eroberungen sind in übertreibenden Phrasen geschrieben. So wird die flache Gebirgsgruppe des Dschabal Bischri südwestlich des Euphrat als hohe Berge, deren Spitzen die Vögel nicht erreichen beschrieben.
Die Tribute und die Beute wurden unter anderem benötigt, um Bauvorhaben in Aššur, Ninive und Kalḫu zu finanzieren. Aššur-nâṣir-apli verlegte die Hauptstadt von Assur nach Kalḫu. Die Einweihung von Kalḫu wurde zehn Tage lang gefeiert. Anwesend waren rund 70.000 Gäste (Assyrer, Fremde aus mindestens zwölf Ländern, darunter Sidon, Tyros, Muṣaṣir, Kumme, Gurgum, Gilzanu und Melid), wie auf der 1951 von Max Mallowan entdeckten Bankett-Stele beschrieben. Der Palast besaß auch einen prächtigen Garten. In Imgur-Enlil errichtete er einen Tempel des Traumgottes Mamu, dessen Tore er mit Bronzereliefs verzieren ließ.
Aššur-nâṣir-apli führte Verwaltungsreformen durch. Ein eng gespanntes Botennetz erlaubte eine schnelle Nachricht von Aufständen, die so im Keim erstickt werden konnten. Unter Aššur-nâṣir-apli II. wurden die Deportationen in großem Stil ausgeweitet. Sein Nachfolger war sein Sohn Salmānu-ašarēd III. Seine Gemahlin war Mullissu-mukannišat-Ninua, die auch Mutter des Nachfolgers war.